# Унесённые призраками
«Унесённые при́зраками» (яп. 千と千尋の神隠し Сэн то Тихиро но камикакуси, «Сэн и похищенная ками Тихиро») — полнометражный аниме-фильм режиссёра Хаяо Миядзаки, снятый на студии «Гибли» в 2001 году. Премьера фильма в Японии состоялась 20 июля 2001 года, а в России 31 декабря 2002 года.
Сюжет фильма повествует о 10-летней девочке по имени Тихиро Огино, которая переезжает в новый дом. Но выходит так, что она попадает в другой мир, населённый призраками и монстрами. После того как её родителей превращает в свиней ведьма Юбаба, Тихиро идёт на работу в баню Юбабы, чтобы найти способ освободить себя и своих родителей, а также вернуться в человеческий мир. В озвучивании персонажей принимали участие известные японские сэйю: Хиираги Руми, Ирино Мию, Нацуки Мари и Бунта Сугавара.
Фильм имел огромный успех у критиков и зрителей, а также фигурирует во многих списках величайших анимационных фильмов в истории. Он стал самым успешным фильмом в истории Японии, с кассовыми сборами около 274 млн долларов США. Фильм обогнал «Титаник» (в то время самый кассовый фильм в мире) в японском прокате, и стал самым кассовым фильмом в истории Японии с общими сборами в 30,4 млрд иен. Он выиграл премию «Оскар» в номинации «Лучший анимационный полнометражный фильм» в 2003 году, а также приз «Золотой медведь» на Берлинском кинофестивале в 2002 году. Также «Унесённые призраками» занимают 1-е место в рейтинге лучших мультфильмов всех времён и народов по версии IMDb.
Аниме «Унесённые призраками» было выпущено в форматах VHS и DVD в Японии 19 июля 2002 года. В России фильм был издан на лицензионных DVD-дисках компанией «Централ партнершип».

## Сюжет
Отец Акио, мать Юко и их десятилетняя дочь Тихиро переезжают в новый дом, расположенный где-то в глубинке Японии. Перепутав дорогу к новому дому и проехав через странный лес, они попадают в тупик: останавливаются перед высокой стеной, в которой темнеет вход. Войдя туда и проследовав по длинному тёмному туннелю, они попадают в здание, похожее на вокзал, выйдя из которого, оказываются в пустующем городке, почти полностью состоящем из пустующих ресторанов. Нигде нет ни души. По приятному запаху отец находит пустой, но явно действующий ресторанчик, в котором обнаруживается стол, ломящийся от деликатесов и самых различных яств. Отец с матерью остаются перекусить, а Тихиро отправляется бродить по городу. Выйдя к большому зданию с надписью «Купальни Абура-я», она встречает мальчика Хаку, который требует, чтобы она немедленно бежала оттуда. Быстро сгущаются сумерки и наступает вечер, город наводняют странные тени, появляющиеся отовсюду. Тихиро бросается к ресторану, где остались её родители, и с ужасом обнаруживает, что они превратились в свиней. Перепуганная Тихиро бежит к тому месту, откуда они пришли, однако теперь на пути не пройденное ранее сухое каменистое русло, а широкая река.
Хаку находит Тихиро и помогает ей: проводит к зданию купален и объясняет происходящее. Оказывается, Тихиро с родителями попали в волшебный мир. Хозяйка городка — колдунья Юбаба, под её управлением находятся купальни и рестораны, куда приезжают отдыхать боги, призраки, духи и другие сверхъестественные существа со всего света. Всех, кроме гостей и своих работников, Юбаба превращает в животных. Чтобы получить надежду на спасение родителей и возвращение домой, Тихиро, по совету Хаку, должна потребовать у Юбабы работу — согласно давнему зароку, Юбаба не может никому отказать в такой просьбе. При помощи новых знакомых — деда Камадзи и банщицы Рин — Тихиро удаётся добраться до кабинета Юбабы и получить там работу, а вместе с ней — новое имя. Теперь Тихиро зовут Сэн.
Тихиро начинает работать в купальнях, она очень старается, надеясь помочь родителям вернуть человеческий облик и найти путь назад. Однажды в отсутствие Юбабы Тихиро становится свидетельницей того, как Хаку возвращается откуда-то в облике дракона, преследуемый стаей бумажных птичек. Пробравшись за Хаку в покои Юбабы, Тихиро узнаёт, что Хаку по приказу Юбабы украл у её сестры-близнеца Дзенибы заколдованную печать и теперь умирает от наложенного на печать проклятия. С помощью деда Камадзи и «горького пирожка», подаренного ранее клиентом — духом рек, — Тихиро уничтожает проклятие и таким образом спасает Хаку от смерти. После этого она решает отправиться к Дзенибе, чтобы вернуть украденную печать и попросить простить и вылечить Хаку. Тихиро предпринимает путешествие на поезде в компании Безликого призрака-бога, которого накануне сама пустила в купальни, а также превращённых Дзенибой в мелкого зверька и маленькую птичку сына Юбабы Бо и птицы-соглядатая. В это же время пришедший в себя Хаку заставляет Юбабу пообещать дать Тихиро шанс расколдовать родителей и вернуться в свой мир, если сам он вернёт Юбабе сына. Хаку отправляется за Тихиро и сыном Юбабы к Дзенибе. Дзениба прощает Хаку. Тихиро, Хаку, Бо и птица-соглядатай вместе возвращаются в купальни к Юбабе. Во время обратного путешествия Тихиро помогает Хаку вспомнить его настоящее имя. Вернув свои воспоминания, Хаку освобождает себя от обязанности служить Юбабе.
Вернувшись в купальни, Тихиро проходит последнее испытание — ей нужно узнать своих родителей среди свиней. Тихиро отвечает верно, что среди них нет её родителей. После чего договор, подписанный Тихиро с Юбабой, исчезает. Юбаба отпускает девочку. Хаку провожает Тихиро и предупреждает её ни в коем случае не оглядываться. При прощании он говорит, что закончит свои дела и вернётся в реальный мир, где они обязательно встретятся.
Вернувшись назад к странному зданию, похожему на вокзал, Тихиро встречает отца и мать, не помнящих ничего о произошедшем и уверенных, что они просто прогулялись. Вся семья опять идёт по туннелю и выходит назад к автомобилю, который за время их отсутствия оказывается сильно засыпан опавшей листвой и запылён внутри. Удивившись этому факту, но не придав ему большого значения, они уезжают.

## Персонажи

### Основные
Тихиро Огино (яп. 荻野 千尋 Огино Тихиро) (сэйю: Руми Хиираги) — главная героиня фильма. В интервью создатель фильма Хаяо Миядзаки упоминает, что Тихиро — самая обычная десятилетняя девочка. Сэйю Хиираги Руми, озвучившая Тихиро для фильма, даёт несколько иную характеристику Тихиро: «Она своенравная и балованная, очень похожа на современных девочек». В начале фильма Тихиро капризничает, она явно недовольна переездом и заранее считает свою будущую школу скучной и неинтересной. С развитием сюжета Тихиро проявляет свои лучшие черты характера — она ответственна, терпелива и бескорыстна.
Юбаба даёт девочке имя Сэн (яп. 千) взамен её собственного Тихиро (яп. 千尋). Слово «тихиро» переводится как «бездонная глубина»; дословно — тысяча хиро (хиро — мера глубины, 1,81 метра). Иероглиф 千 может читаться и как сэн; Юбаба меняет возвышенное «ти» на обыденное «сэн», которое к тому же созвучно со словами «мелкая монета» и «прошлое».
Хаку / Нигихаями Кохакунуси (яп. ハク / ニギハヤミコハクヌシ Хаку / Нигихаями Кохакунуси) (сэйю: Мию Ирино) — дракон и мальчик, имя которого переводится как «хозяин янтарной реки». Он появился «неожиданно и непонятно откуда», как и Тихиро (по словам дедушки Камадзи), явился к Юбабе и захотел обучаться колдовству. Она сделала его своим учеником. Дедушка Камадзи пытался отговорить Хаку, но тот твёрдо стоял на своём и со временем стал правой рукой колдуньи Юбабы. После встречи с Тихиро, Хаку помогает ей в её начинаниях. Вскоре Хаку понимает, что встреча с Тихиро постепенно меняет его и напоминает о том, каким он был, и почему он здесь. Память, которую забрала Юбаба вместе с его именем, возвращается, и он вспоминает, что однажды спас Тихиро.

Хаку — Дракон в человеческом обличии. Ученик Юбабы

На самом деле Хаку не человек, а дракон, хранитель реки в человеческом облике. Когда-то в мире людей Тихиро упала в реку, пытаясь поймать упавшую туфельку, и могла утонуть, если бы не Хаку, который как раз и обитал в этой реке. Позже эту реку засыпали и построили на её месте дома. Дракон отправился к Юбабе, чтобы стать её учеником, так как ему некуда было больше идти.
Когда Тихиро летит на Драконе от Дзэнибы, она вспоминает этот момент из детства и реку, которая называлась Кохакугава (яп. 琥珀川, янтарная речка). Хаку («хаку» буквально означает «пробел, пустое место») тоже вспоминает эту встречу и своё имя, что позволит ему в будущем вернуться в мир людей. Он помог Тихиро-Сэн выбраться из мира духов и вернуть родителей.

Юбаба — колдунья и хозяйка купален

Юбаба (яп. 湯婆婆 Юба:ба, «старуха из купален») (сэйю: Мари Нацуки) — главная антагонистка фильма, хозяйка купален «Абура-я», того места, куда попала Тихиро. Страшная колдунья. Наставница Хаку. Всех держит в своих ежовых рукавицах, кроме своего родного сына, которого ужасно балует. Вершит тайные дела у себя в кабинете, посылает Хаку на задания, которые не отличаются безопасностью. Каждый вечер превращается в птицу и проверяет свою территорию. Юбабу часто можно застать за пересчитыванием золота и перебиранием драгоценностей, ей приятно чувствовать себя хозяйкой такого крупного предприятия, с немалым богатством. Всех, кто по какой-то причине не работает, Юбаба превращает в свиней.

### Второстепенные

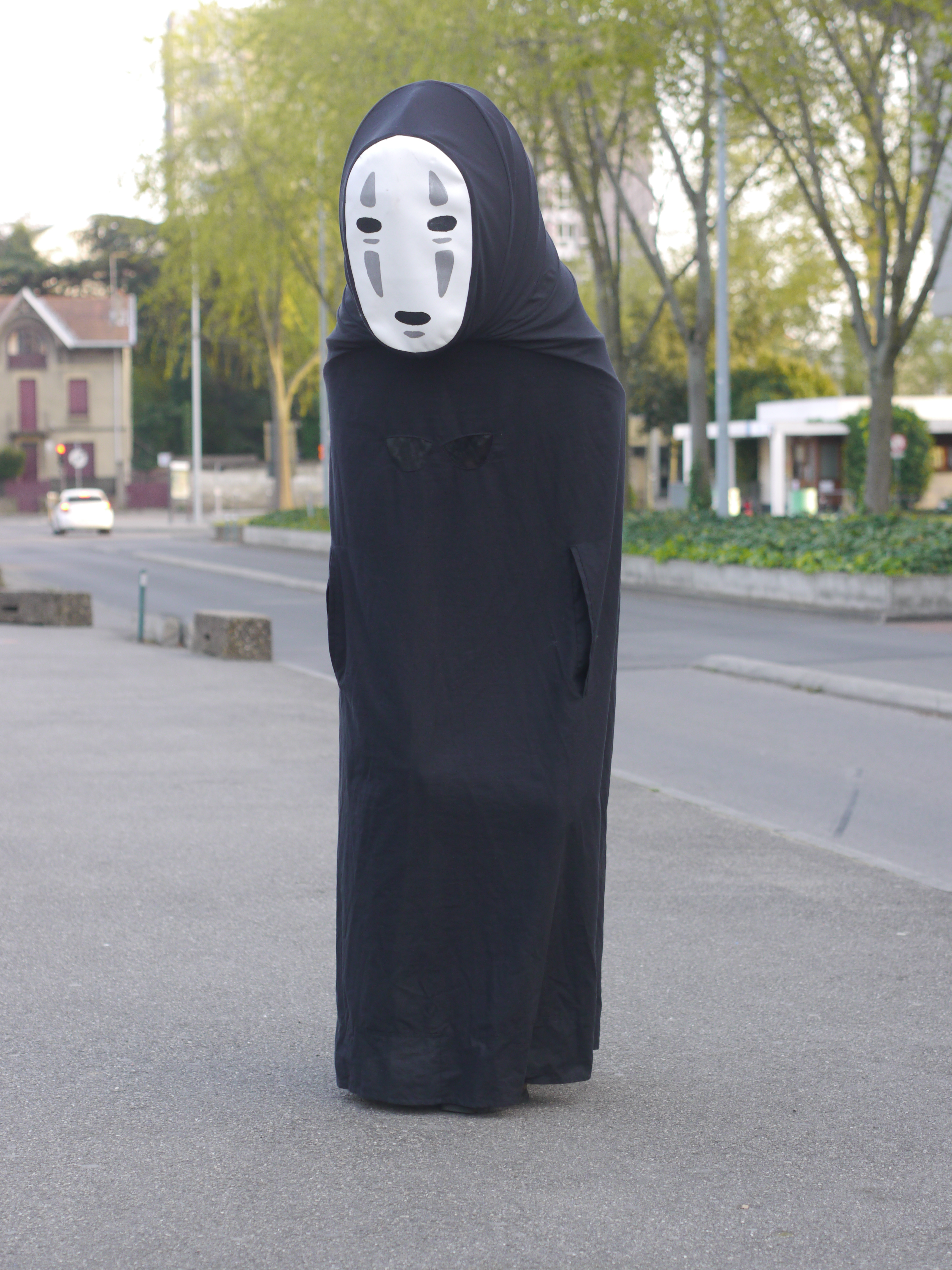
Безликий

Дедушка Камадзи

Безликий Бог Каонаси (яп. カオナシ (仮面男) Каонаси, «мужчина в маске», омонимично словосочетанию «без лица») — божество, которое не имеет своего лица, постоянно в поисках нового лица. По словам Миядзаки, ему хотелось «показать бога-бродягу, у которого нет дома и аналогов которого нет в японском фольклоре». Сначала выбор Безликого пал на Тихиро, но когда он предлагал ей помощь, она отказывалась. Потом ему попался жадный лягушонок, который хотел выковырять из щелей в полу остатки золотого песка, оставшегося после обслуживания Речного Божества (которое было настолько грязным, что вначале его приняли за Духа помоек). Каонаси проглотил его и стал таким, каким был лягушонок: ненасытным, жадным, и постепенно стал перевоплощаться в чудовище и поедать работников купален. Тихиро даёт ему горький пирожок, и он выплёвывает  работников купален и лягушонка, снова становится Безликим и вместе с Тихиро на поезде отправляется к Дзэнибе. Она предлагает Безликому помочь ей с хозяйством, и он остаётся.
Дзэниба (яп. 銭婆 Дзэниба) (сэйю: Мари Нацуки) — сестра-близнец Юбабы (букв. «старуха с мелкими деньгами»). Полная её противоположность. Живёт в скромном домике с огородом, рядом со станцией «Дно болота», но и в её доме хватает тайн и загадок. Она не одобряла жизни своей сестры, такой пышной и богатой, поэтому предпочла не связывать себя с этим. Но Юбаба не дала Дзэнибе забыть об их связи, она посылает Хаку украсть печать у Дзэнибы. Печать защищена смертельным проклятием, укравший её Хаку должен умереть. Когда Тихиро решает вернуть печать и спасти Хаку, Дзэниба не сожалеет, что жестоко поступила с Хаку (потому, что «он — вор»), но всё же прощает его, показывая, что от любого дурного поступка можно очиститься. Она рада и тому, что Каонаси остался с ней, потому что самой с хозяйством, хоть и с небольшим, справляться трудно — ведь при этом она старается не использовать колдовства. На прощание Дзэниба подарила Тихиро резиночку для волос, которую все, кто были у Дзэнибы, сплели вместе. Дзэниба заботлива и скромна по своей природе, не требует ничего большего от жизни, но, как можно убедиться, способна дать жёсткий отпор.
Дедушка Камадзи (яп. 釜爺 Камадзий, «дед-котелок») (сэйю: Бунта Сугавара) — шестирукий истопник в банях Юбабы, руководящий командой Сусуватари. Почти всё время проводит в работе — даже ест и спит, не покидая рабочего места. Он является проводником для Тихиро в новом для неё мире, потому что первым указывает ей на правила, которые здесь царят, — он делает это не только при помощи слов, но и самим своим видом. Обладающий на первый взгляд устрашающей внешностью — множеством рук, которые способны, казалось бы, до бесконечности растягиваться (в соответствии со спецификой занятия), усами Фридриха Ницше и глазами, скрытыми за тёмными стёклами очков, — он на самом деле преисполнен добродушия и готовности помочь. В душе он добряк и романтик. В первую же минуту знакомства с Тихиро он обманывает одну из работниц (Рин) и говорит, что это его внучка, и даже отдаёт припасённое лакомство, чтобы Тихиро устроили на работу. Он также разглядел любовь между Хаку и Тихиро, всячески пытается помочь им. Камадзи, которого другие работники ласково называют «дедушка», — действительно «хранитель очага» купален Абура-я, представляющий суть всего коллектива как организма, на деле, как это частенько бывает, сознательно оторвавшего себя от своей начальницы и даже в некоторой мере морально противостоящего ей.
Рин (яп. リン) (сэйю: Тамай Юми) — девушка, служащая в банях Юбабы (в действительности Рин не имя, а кличка, созвучно рин — очень мелкая монета, что подчёркивает её низкий статус). Является наставницей Тихиро, которая стала работать у Юбабы. При первой встрече с Тихиро Рин постоянно торопила её, презирала и указывала на все недостатки. Но как только Рин узнала, что Тихиро получила работу, она была искренне за неё рада и обещала свою помощь во всём, сразу становясь в глазах Тихиро новым другом. Ворчливый, но добродушный человек, не лишённый очарования. Её мечта — накопить денег, чтобы уехать.
Речное Божество (яп. 川の神 кава но ками, речное божество) (сэйю: Коба Хаяси), «Дух помоек», как назвала этого духа Юбаба, потому что в том, что пришло в бани, нельзя было разглядеть Речное Божество. По словам Миядзаки, «этот бог является небольшой аллегорией загрязнённых рек». Этот Дух помог Тихиро, отблагодарив её за работу, дав нигаданго (исцеляющий «горький пирожок», а не золото), который в дальнейшем поможет ей в некоторых безвыходных ситуациях.
Бо (яп. 坊 Бо:) (сэйю: Рёносукэ Камики) — сын Юбабы. Ужасно избалованный и капризный малыш, который в несколько раз больше её самой. Он никогда не покидал своей комнаты из-за страха матери перед всевозможными инфекциями. Юбаба нечасто его посещала, только когда он сильно начинал бушевать и она бежала его успокаивать, ублажая его душу новыми игрушками или сладостями. Но при встрече Дзэниба превращает Бо в толстую крысу, о чём свидетельствует его хвост, и он отправляется с Тихиро к Дзэнибе. После возвращения Бо уже не кажется таким капризным, как раньше. Также после этого путешествия он сам встал на две ноги.
Акио Огино (яп. 荻野 明夫 Огино Акио) (сэйю: Такаси Наито) — отец Тихиро. Высокий, полноватый мужчина, изображён как человек довольно самоуверенный. Показана его беспардонность в отношении еды и уверенность в том, что практически за всё можно заплатить деньгами.
Юко Огино (яп. 荻野 悠子 Огино Ю:ко) (сэйю: Ясуко Савагути) — мать Тихиро. Женщина невысокого роста и хрупкого телосложения. Иногда критикует мужа, но в целом полагается на него и следует за ним. Разница между ними подчёркнута также в их именах — «муж, излучающий свет» и «спокойный ребёнок».

## Создатели
Приведены основные создатели. Полный список людей, принимавших участие в создании фильма, см. на сайте IMDB
| Должность           | Имя                                     |
| ------------------- | --------------------------------------- |
| Режиссёр            | Хаяо Миядзаки                           |
| Сценарий            | Хаяо Миядзаки                           |
| Продюсер            | Тосио Судзуки, Ясуёси Токума            |
| Оригинальная музыка | Дзё Хисаиси                             |
| Кинематография      | Ацуси Окуи                              |
| Редакция            | Такэси Сэяма                            |
| Дизайн              | Норобу Ёсида                            |
| Подбор голосов      | Мотохиро Хатанака, Наоми Ясу, Кэйко Яги |

## Производство

### Основа сюжета

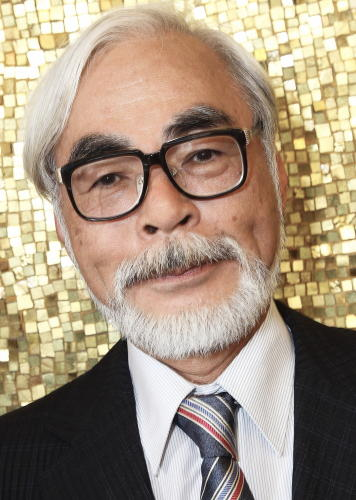
Хаяо Миядзаки — автор сценария и режиссёр «Унесённых призраками»

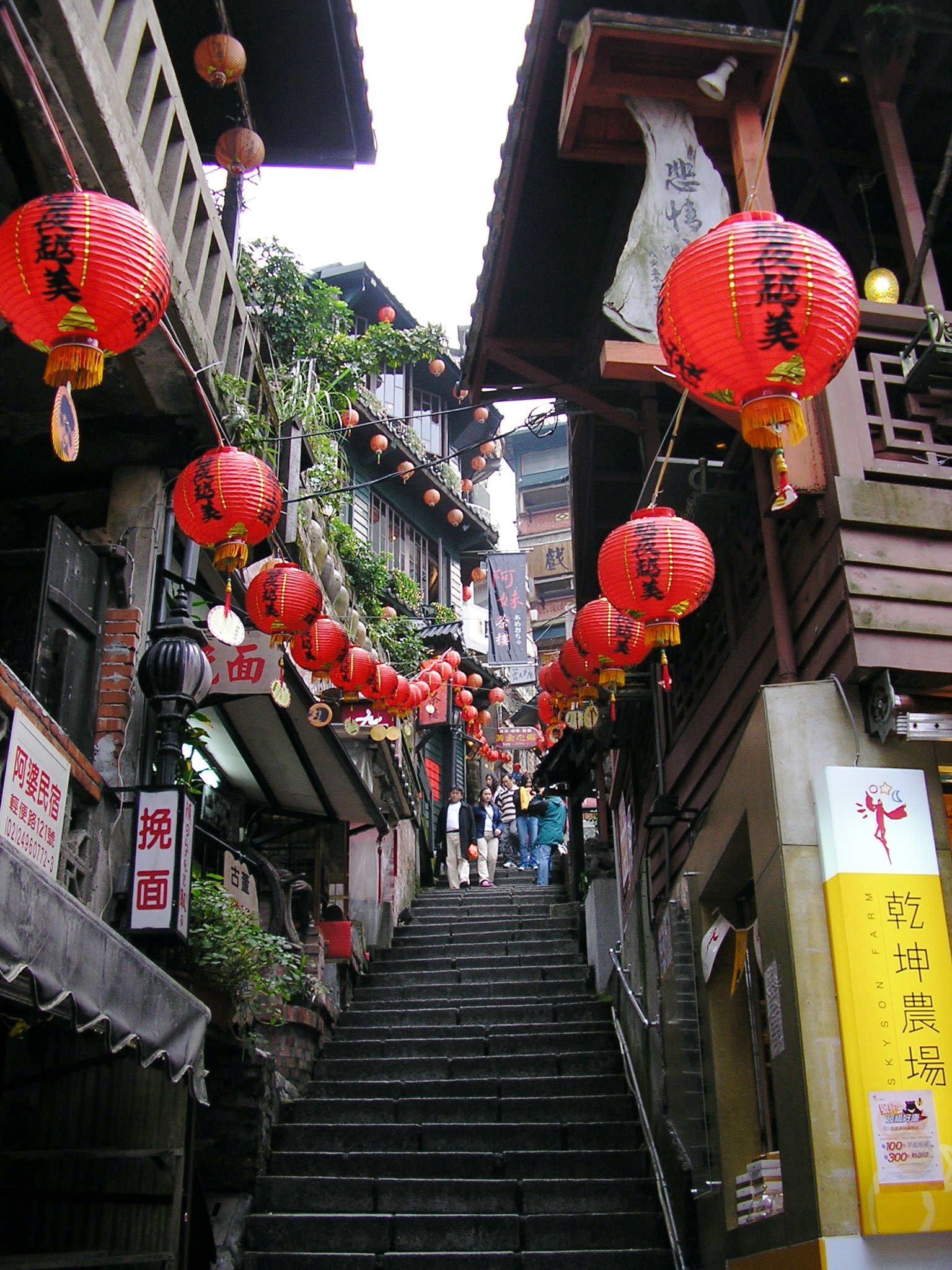
Цзюфэнь, город на Тайване, считается, послужил вдохновением для дизайна мира духов

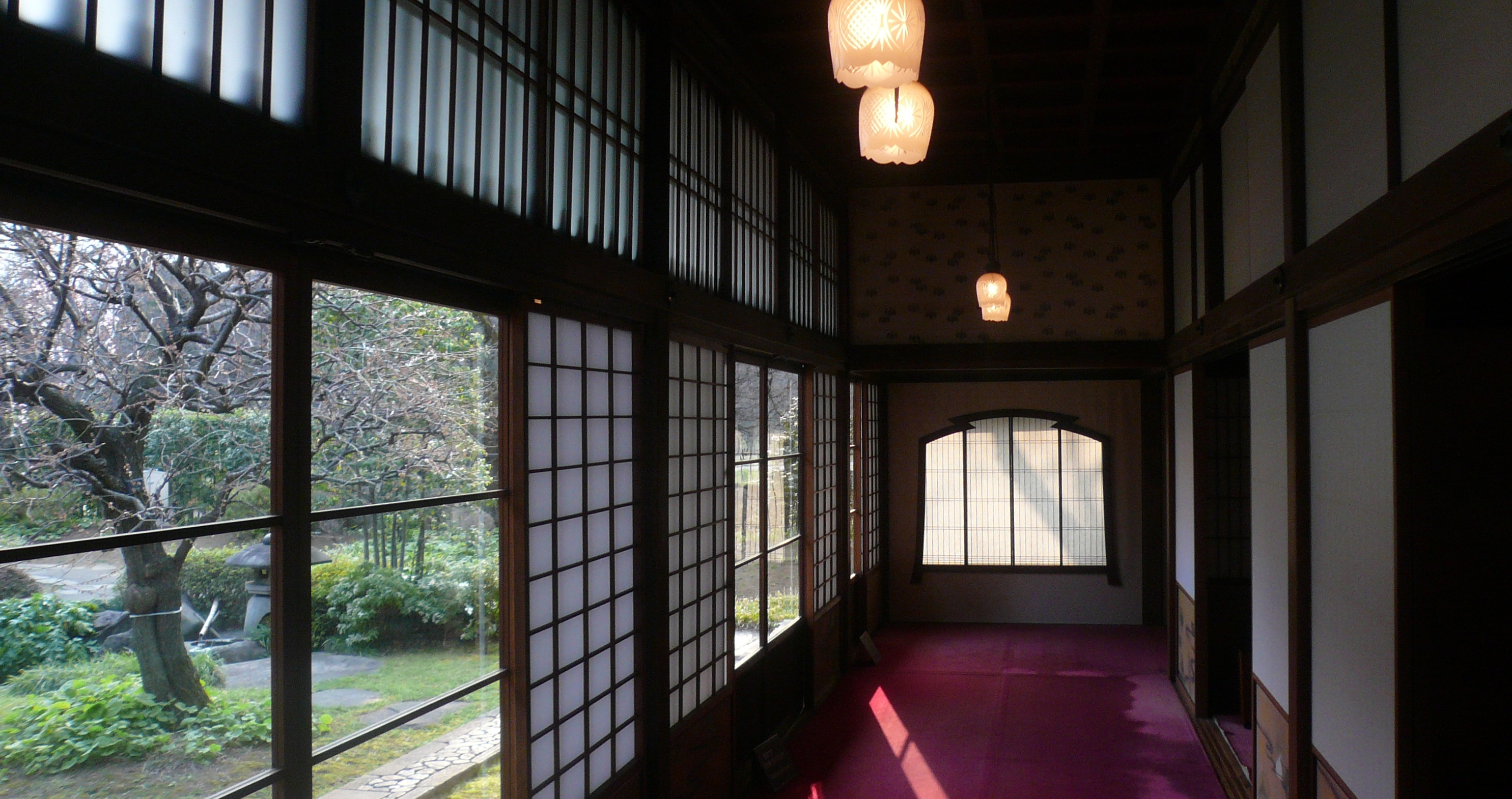
Внутренняя часть дома Такахаси Корэкиё, одного из многих зданий музея под открытым небом Эдо-Токио. Музей был также одним из вдохновителей Миядзаки в создании зданий в мире духов

Этот фильм рассказывает о 10-летней девочке, родители которой превратились в свиней. У Хаяо Миядзаки есть пять юных знакомых примерно такого же возраста, как госпожа Хиираги. Миядзаки хотел создать фильм, который бы им понравился — для этого и взялся за «Унесённых призраками». Поэтому Миядзаки также использовал образ своего детства — бани. Мультфильм «Наш сосед Тоторо» предназначался для малышей, «Небесный замок Лапута» — для мальчиков семи-одиннадцати лет, «Ведьмина служба доставки» рассказывала, как девочка постарше ведёт самостоятельную жизнь. Но не было ни одного фильма для десятилетних девочек, которые только-только вступают в пору своей юности. Поэтому Миядзаки читал журналы с комиксами для девочек, оставленные его юными друзьями на даче. Он задумался, нельзя ли снять фильм, в котором главными героинями стали бы именно такие девочки. Если фильм заставит их сопереживать, для Миядзаки это было бы успехом. На этот раз Миядзаки создаёт героиню, которая является самой обычной девочкой, такую, которая была бы симпатична аудитории, о которой зрители могли бы сказать: «Так и есть». Было очень важно сделать её простой и без всяких преувеличений. Это не история, в которой герои взрослеют, а история, где под влиянием особых обстоятельств раскрывается что-то, что уже в них есть.
Кроме того, Миядзаки признаётся в интервью, что фильм и общая схема взаимоотношений героев может рассматриваться как система отношений работников самой анимационной студии «Гибли», где Юбаба — президент студии, Камадзи — сам Хаяо Миядзаки, а Тихиро оказывается в роли только что принятого на работу молодого специалиста, который должен доказать свою полезность, чтобы не быть уволенным.

### Замыслы
Существует детская книга «Таинственный город за туманами». Она была издана в 1980 году, и Миядзаки подумывал о том, чтобы её экранизировать. Это было ещё до того, как началась работа над «Принцессой Мононоке». Одна из сотрудниц студии полюбила эту книгу ещё в пятом классе, много раз перечитывала. Миядзаки всё не мог понять, чем же эта книга так интересна. В отчаянии он пишет заявку на фильм по этой книге, но её не принимают. Затем был современный сюжет с героиней несколько старше, но его также отвергли. В конце концов получилась сказка со старой ведьмой, хозяйкой бани. Если вспомнить две предыдущих заявки, бани там тоже были.
Этот мир больше похож на музей под открытым небом Эдо-Токио, чем на современность. У Миядзаки всегда вызывали интерес здания, выстроенные в псевдозападном стиле. Кажется, что люди забыли жизнь, здания, улицы, по которым гуляли не так давно. Тогда люди не были такими слабыми… Все думают, что проблемы, с которыми люди сталкиваются сегодня, — совершенно новы и неизведанны. Но Миядзаки считает, что люди просто к ним не привыкли, не готовы к ним. Поэтому этим фильмом Миядзаки хочет вернуть людей, смотрящих аниме, в то время, которое, по его словам, люди забыли.

## Тематика и анализ
Главной темой «Унесённых призраками» является путешествие Тихиро в мир духов, совершенно чуждый реальному миру. Это путешествие можно сравнить с приключениями Алисы в сказке Льюиса Кэрролла «Алиса в Стране чудес». В своём архетипическом путешествии Тихиро переходит от детства к взрослой жизни. Она находится вне социальных границ в мире духов, а использование слова «Камикакуси» (буквально «ками прячет») в японском названии, и связанный с ним фольклор, усиливают этот лиминальный пассаж.
Юбаба имеет много общего с персонажем кучера из «Пиноккио», в том смысле что она превращает людей в свиней схоже с тем, как превращали детей в ослов в Пиноккио. Она отбирает у Тихиро её настоящее имя, таким образом разрывая связь с её прошлым, и та, следуя мономифным канонам, чтобы восстановить преемственность со своим прошлым, должна пройти обряд и создать новую личность. Наряду с темой взросления, акт получения Тихиро нового имени Сэн (яп. 千), что означает «тысяча», является символичной иллюстрацией влияния концепций капитализма на традиционную Японскую культуру. Юбаба носит западную одежду, а европейский декор и мебель, отличающиеся от минималистского японского стиля, преобладающего в окрестностях бани, представляют западное капиталистическое влияние на Японию в период Мэйдзи.
Подобно тому, как Тихиро пытается восстановить преемственность со своим прошлым, японская экономика, переживавшая спад во время выхода фильма в 2001 году, пытается восстановить былые обороты. Также в «Унесённых призраками» затрагивается проблематика экологии, присущая многим фильмам Миядзаки. В сцене с речным духом тема экологических проблем показана наиболее полно.
Баня духов не может рассматриваться как место, свободное от двусмысленности и порочности. Многие сотрудники хамят Тихиро, потому что она человек, а с появлением Безликого у обитателей бани начинают проявляться пороки (например, жадность). Дополнительные темы выражаются через Безликого, который отражает характеры людей, окружающих его, и принимает черты тех, кого он потребляет. После того, как Тихиро спасает Безликого «горьким пирожком», он снова становится робким, каким был вначале. В конце фильма Дзэниба решает позаботиться о Безликом, чтобы он мог развиваться без отрицательного влияния бани.

## Выпуск

### Кассовые сборы
Показы в кинотеатрах «Унесённых призраками» начались в Японии 20 июля 2001 года, и благодаря компании-дистрибьютору Toho сборы составили 229 607 879 долларов. Таким образом анимационный фильм «Унесённые призраками» стал самым кассовым в Японской истории. Это был первый фильм, который заработал 200 млн. $ в мировом прокате до показа в Соединённых Штатах. По состоянию на 2023 год занимает вторую строчку в списке самых кассовых аниме-фильмов.
Фильм был дублирован на английский язык компанией Walt Disney Pictures, под руководством Джона Лассетера из компании Pixar. Дублированная версия показывалась на международном кинофестивале в Торонто 7 сентября 2002 года. Фильм был впоследствии выпущен в Северной Америке 20 сентября 2002 года. «Унесённые призраками» собрали в районе полумиллиона долларов в США за одну неделю проката, а затем чуть более 10 млн. $ к сентябрю 2003 года. В Южной Корее мультфильм собрал $11 382 770 за 5 недель проката, а во Франции — $6 326 294 за 11 недель. В конечном счёте фильм собрал 274 млн. 925 тыс. $ по всему миру без учёта ре-релизов, заняв 16-е место в списке самых кассовых релизов 2002 года. В 2017 году мультфильм собрал ещё $1 196 791 в США от показов Fathom Events, став тем самым седьмым аниме-фильмом по кассовым сборам в США с общими сборами $11 252 650.

### DVD
«Унесённые призраками» были выпущены на VHS и DVD формате в Японии Buena Vista Home Entertainment 19 июля 2002 года. Японский выпуск DVD включает в себя раскадровки к фильму, а специальное издание включает в себя DVD-проигрыватель от студии «Гибли». «Унесённые призраками» в настоящее время держат рекорд с наибольшим количеством проданных DVD копий в Японии на общую сумму в 2 403 000 $.
Фильм был выпущен в Северной Америке дистрибьюторской компанией Уолта Диснея Walt Disney Home Entertainment в формате DVD 15 апреля 2003 года. Фильм выиграл престижную кинопремию «Оскар» и этим привлёк к себе высокое внимание общественности. Фильм «Унесённые призраками» в целом связан и хорошо продаётся вместе с другими анимационными работами Миядзаки, такими как, например, «Небесный замок Лапута», «Ведьмина служба доставки» и «Навсикая из долины ветров».
На экраны в Великобритании фильм вышел 12 сентября 2003 года, а 29 марта 2004 года был выпущен на DVD с Северо-Американской версией дубляжа. В 2005 переиздана компанией Optimum Releasing. Фильм был выпущен в формате Blu-ray в Японии и Великобритании в 2014 году, а в Северной Америке 16 июня 2015 года.
DVD первого региона с Диснея и DVD четвёртого региона с Мадман указывают, что соотношение сторон кадра сходится с оригинальным — 2.00:1. Однако это является ошибкой — на самом деле коэффициент 1.85:1, но он был расширен до 2.00:1 для компенсации при показе по телевизору.
Азиатские DVD-релизы (включая релизы в Японии и Гонконге) имели заметно усиленное количество красного цвета в передаче изображения. После этого DVD-релизы изменили в других регионах: в Европе, США и Австралии, уже использовали передачу изображения с нормализацией красного цвета и оттенков.

### Телевидение
Телевизионная премьера в США этого фильма была на канале Turner Classic Movies в начале 2006 года, сразу вслед за премьерой на Cartoon Network’s «Fridays» 3 февраля 2006. 28 марта на блоке Cartoon Network Toonami начался «Месяц Миядзаки», когда были показаны 4 фильма, созданные Хаяо Миядзаки, начиная с «Унесённых призраками», который шёл первым из четырёх. Cartoon Network показывал этот фильм ещё три раза: на Рождество 2006 года, для Toonami «Канун Нового Года» 30 декабря 2006 и 31 марта 2007 года. Ещё раз фильм был показан на Turner Classic Movies 3 июня 2007 года.
Первый европейский показ фильма прошёл в Англии 29 декабря 2004 года в Sky Cinema 1 и также был повторён несколько раз. Первый английский показ фильма (дублированный на английский) был на ВВС2 20 декабря 2006. Японская версия с субтитрами впервые была показана на ВВС4 26 января 2008 года.
Канадская телевизионная премьера фильма была на CBC Television 30 сентября 2007 года. Чтобы уместить фильм в 2 часа, включая рекламные блоки, в течение всего показа были сделаны обширные купюры.
Австралийская публичная премьера «Унесённых призраками» была 24 марта на канале SBS. Прежде фильм был реализован и был показан на австралийском TV Guide; никакого редактирования не было произведено.

## Саундтрек
Музыку к аниме написал знаменитый японский композитор Дзё Хисаиси, который также написал музыку к многим фильмам Миядзаки. Музыка была исполнена новым Японским филармоническим оркестром под руководством Хисаиси. Саундтрек получил награду на 56-й церемонии вручения премии «Майнити» за лучшее музыкальное оформление, в 2001 году победил в номинации «Лучшая музыка» на премию Tokyo Anime Award, и на 17-й церемонии вручения премии Japan Gold Disc Awards в номинации «Альбом года» в категории саундтреков для анимационных фильмов. Позже Хисаиси добавил текст к песне «Один день лета» (англ. One Summer's Day) и назвал новую версию «Имя жизни» Иноти но намаэ (яп. いのちの名前), которая была исполнена Аякой Хирахарой. Другие 20 треков альбома были написаны Дзё Хисаиси.
Заключительную песню «Always With Me», Ицумо нандодэмо (яп. いつも何度でも) сочинила и исполнила Юми Кимура, композитор и исполнительница на арфе из Осаки. Текст написал друг Кимуры Вакако Каку. Песня предназначалась для неснятого аниме Миядзаки «Рин, художница по печным трубам» (Энтоцу-каки но Рин (яп. 煙突描きのリン)). В особенности японского DVD, входит рассказ Хаяо Миядзаки о том, как песня на самом деле вдохновила его на создание «Унесённых призраками». Сама песня была номинирована на Гран-при и получила золотой приз на 43-й церемонии вручения премий Japan Record Awards.
1. Ано нацу э (яп. あの夏へ) (One Summer’s Day) — 3:09
2. Тоори мити (яп. とおり道) (Road To Somewhere) — 2:07
3. Дарэмо инай рё:ритэн (яп. 誰もいない料理店) (Empty Restaurant) — 3:15
4. Ёру куру (яп. 夜来る) (Nighttime Coming) — 2:00
5. Рю: но сё:нэн (яп. 竜の少年) (Dragon Boy) — 2:12
6. Бойра:муси (яп. ボイラー虫) (Sootballs) — 2:33
7. Ками-сама-тати (яп. 神さま達) (Procession Of The Spirits) — 3:00
8. Юбаба (яп. 湯婆婆) — 3:30
9. Юя но аса (яп. 湯屋の朝) (Bathhouse Morning) — 2:02
10. Ано хи но кава (яп. あの日の川) (Day Of The River) — 3:13
11. Сигото ва цурайдзэ (яп. 仕事はつらいぜ) (It’s Hard Work) — 2:26
12. Окусарэ ками (яп. おクサレ神) (Stink Spirit) — 4:01
13. Сюн но ю:ки (яп. 千の勇気) (Sen’s Courage) — 2:45
14. Соконаси ана (яп. 底なし穴) (Bottomless Pit) — 1:18
15. Каонаси (яп. カオナシ) (No Face) — 3:47
16. Рокубаммэ но эки (яп. 6番目の駅) (Sixth Station) — 3:38
17. Юбаба кё:ран (яп. 湯婆婆狂乱) (Yubaba’s Panic) — 1:38
18. Нума но соко но иэ (яп. 沼の底の家) (House At Swamp Bottom) — 1:29
19. Футатаби (яп. ふたたび) (Reprise) — 4:53
20. Каэру хи (яп. 帰る日) (The Return Day) — 3:20
21. Ицумо нандодэмо (яп. いつも何度でも) (Always With Me)[Прим. 7] — 3:35

Наряду с оригинальным саундтреком к фильму, существует также и альбом образов, который состоит из 10 композиций.
1. Ано хи но кава э (яп. あの日の川へ) (To the River of that Day)[Прим. 8]
2. Ёру га куру (яп. 夜が来る) (The Night is Coming)
3. Камигами-сама (яп. 神々さま) (The Gods)[Прим. 9]
4. Юя (яп. 油屋) (The Bathhouse)[Прим. 10]
5. Фусиги но куни но дзю:нин (яп. 不思議の国の住人) (People in the Wonderland)
6. Самисий, самисий (яп. さみしいさみしい) (Lonely, Lonely)[Прим. 11]
7. Кодоку (яп. ソリチュード) (Solitude)
8. Уми (яп. 海) (The Sea)
9. Сирой рю: (яп. 白い竜) (White Dragon)[Прим. 12]
10. Тихиро но варуцу (яп. 千尋のワルツ) (Waltz of Chihiro)

## Критика
Картина «Унесённые призраками» имела огромный успех у критиков и зрителей и фигурирует во многих списках величайших анимационных фильмов в истории. На сайте Rotten Tomatoes, по состоянию на июнь 2016 года, фильм имеет рейтинг 97 % и среднюю оценку 8,6 из 10, основываясь на 179 рецензиях. На сайте Metacritic фильм получил оценку 94 на основе голосов 37 критиков, что является очень высоким показателем. Согласно опросу, проведённому министерством культуры Японии в 2007 году, «Унесённые призраками» занимают четырнадцатое место среди аниме всех времён.
Роджер Эберт из газеты «Чикаго Сан Таймс» дал фильму четыре полных звезды, хваля сам фильм и режиссуру Миядзаки. Эберт также отметил, что «Унесённые призраками» был одним из лучших фильмов года. Элвис Митчелл из «Нью-Йорк Таймс» положительно оценил фильм и дал высокую оценку анимационным эффектам. Митчелл также сравнил «Унесённых призраками» с произведением Льюиса Кэрролла «Алиса в Зазеркалье», и сказал, что характеры персонажей усиливают напряжённость в фильме. Дерек Эллей из еженедельника Variety сказал, что «Унесённые призраками» могут понравиться как детям, так и взрослым, также похвалил анимацию и музыку. Кеннет Туран из «Лос-Анджелес Таймс» похвалил озвучивание и сказал, что фильм является «продуктом сильной и бесстрашной фантазии». Туран также высоко оценил режиссёрские способности Миядзаки. Критик Джей Бояр из газеты Orlando Sentinel также высоко оценил работу Миядзаки и сказал, что фильм является «идеальным к просмотру для ребёнка, который переехал в новый дом». Российские критики также приняли картину положительно, отмечая детально проработанный сюжет, персонажей и общее весьма высокое качество картины.
В 2010 году Rotten Tomatoes ранжировал «Унесённых призраками» как тринадцатый по счёту лучший анимационный фильм на сайте. В 2005 году он занимал двенадцатую позицию среди лучших анимационных фильмов всех времён рейтинга IGN. Фильм также занимает девятое место из самых рейтинговых фильмов всех времён на сайте Metacritic, имея самые высокие оценки среди анимационных фильмов. Фильм занял 10 место в списке «100 лучших фильмов мирового кинематографа», составленным журналом Empire в 2010 году.
В своей книге «Отаку» Хироки Адзума заметил: «В период с 2001 по 2007 годы рынки и магазины с продукцией для отаку довольно быстро завоевали общественное признание в Японии», и как одну из причин приводит победу Миядзаки на премию «Оскар» за «Унесённых призраками».

## Награды
В 2003 году «Унесённые призраками» получили «Оскар» в номинации «Лучший анимационный полнометражный фильм», опередив «Ледниковый период», «Лило и Стич», «Спирита» и «Планету сокровищ».
Фильм завоевал приз «Золотой медведь» Берлинского кинофестиваля в 2002 году, стал лучшим фильмом года по мнению Японской и Гонконгской киноакадемий и был назван лучшей анимационной лентой года Национальным советом критиков Америки.
В 2003 году картина была удостоена четырёх американских премий «Энни» в области анимационного кино в номинациях «Лучший фильм», «Лучшая режиссура», «Лучшая музыка» и «Лучший сценарий».
| Год  | Награда                                              | Категория                                             | Номинант                                               | Результат |
| ---- | ---------------------------------------------------- | ----------------------------------------------------- | ------------------------------------------------------ | --------- |
| 2001 | Награда фестиваля медиаискусств Японии               | Анимация                                              | Унесённые призраками, совместно с Актрисой тысячелетия | Победа    |
| 2001 | Премия «Никкан Спортс»                               | «Лучший фильм»                                        | Унесённые призраками                                   | Победа    |
| 2001 | Кинопремия «Майнити»                                 | «Лучший фильм»                                        | Унесённые призраками                                   | Победа    |
| 2001 | Кинопремия «Майнити»                                 | «Лучший анимационный фильм»                           | Унесённые призраками                                   | Победа    |
| 2001 | Кинопремия «Майнити»                                 | «Лучшая режиссура»                                    | Хаяо Миядзаки                                          | Победа    |
| 2001 | Кинопремия «Майнити»                                 | «Лучшее музыкальное оформление»                       | Дзё Хисаиси, Юми Кимура                                | Победа    |
| 2001 | Animation Kobe                                       | Theatrical Film Award                                 | Унесённые призраками                                   | Победа    |
| 2001 | Премия «Голубая лента»                               | «Лучший фильм»                                        | Хаяо Миядзаки                                          | Победа    |
| 2002 | Премия Японской киноакадемии                         | «Лучший фильм»                                        | Унесённые призраками                                   | Победа    |
| 2002 | Премия Японской киноакадемии                         | «Лучшая песня»                                        | Юми Кимура                                             | Победа    |
| 2002 | Награда Берлинского международного кинофестиваля     | Золотой медведь                                       | Хаяо Миядзаки                                          | Победа    |
| 2002 | Награда общества кинокритиков Бостона                | Актёрское содействие в анимации                       | Унесённые призраками                                   | Победа    |
| 2002 | Cinekid Festival                                     | Cinekid Film Award                                    | Хаяо Миядзаки                                          | Победа    |
| 2002 | Durban International Film Festival                   | «Лучший фильм»                                        | Хаяо Миядзаки                                          | Победа    |
| 2002 | Премия Европейской киноакадемии                      | Screen International Award                            | Хаяо Миядзаки                                          | Номинация |
| 2002 | Гонконгская кинопремия                               | «Лучший азиатский фильм»                              | Унесённые призраками                                   | Победа    |
| 2002 | Награда Кинэма Дзюмпо                                | Readers' Choice Award                                 | Хаяо Миядзаки                                          | Победа    |
| 2002 | Награда ассоциации кинокритиков Лос-Анджелеса        | «Лучший анимационный фильм»                           | Унесённые призраками                                   | Победа    |
| 2002 | Награда ассоциации кинокритиков Юты                  | «Лучшая картина»                                      | Унесённые призраками                                   | Победа    |
| 2002 | Награда ассоциации кинокритиков Юты                  | «Лучший режиссёр»                                     | Хаяо Миядзаки, Кирк Уайз                               | Победа    |
| 2002 | Награда ассоциации кинокритиков Юты                  | «Лучший сценарий» (оригинальный/адаптированный)       | Хаяо Миядзаки, Синди Дэвис Хьюитт, Дональд Х. Хьюитт   | Победа    |
| 2002 | Награда ассоциации кинокритиков Юты                  | «Лучший неанглийский фильм»                           | Унесённые призраками                                   | Победа    |
| 2002 | Tokyo Anime Awards                                   | «Анимация года»                                       | Унесённые призраками                                   | Победа    |
| 2002 | Tokyo Anime Awards                                   | «Notable Entry» (Domestic Feature Film Category)      | Хаяо Миядзаки                                          | Победа    |
| 2002 | Tokyo Anime Awards                                   | «Лучший режиссёр»                                     | Хаяо Миядзаки                                          | Победа    |
| 2002 | Tokyo Anime Awards                                   | «Лучший сценарий»                                     | Хаяо Миядзаки                                          | Победа    |
| 2002 | Tokyo Anime Awards                                   | «Лучший художник-постановщик»                         | Ёдзи Такэсигэ                                          | Победа    |
| 2002 | Tokyo Anime Awards                                   | «Лучший актёр озвучивания»                            | Руми Хиираги (Тихиро)                                  | Победа    |
| 2002 | Tokyo Anime Awards                                   | «Лучший дизайн персонажей»                            | Хаяо Миядзаки                                          | Победа    |
| 2002 | Tokyo Anime Awards                                   | «Лучшая музыка»                                       | Дзё Хисаиси                                            | Победа    |
| 2002 | Награда Национального совета кинокритиков США        | «Лучший анимационный фильм»                           | Унесённые призраками                                   | Победа    |
| 2002 | Награда сообщества кинокритиков Нью-Йорка            | «Лучший анимационный фильм»                           | Унесённые призраками                                   | Победа    |
| 2002 | Награда международного кинофестиваля в Сан-Франциско | «Лучшая сюжетно-тематическая картина»                 | Хаяо Миядзаки                                          | Победа    |
| 2002 | Награда кинофестиваля в Сиджесе                      | Special Mention                                       | Хаяо Миядзаки                                          | Победа    |
| 2002 | Награда кинофестиваля в Сиджесе                      | «Лучший Фильм»                                        | Хаяо Миядзаки                                          | Номинация |
| 2003 | Премия «Оскар»                                       | «Лучший анимационный полнометражный фильм»            | Хаяо Миядзаки                                          | Победа    |
| 2003 | Премия «Сатурн»                                      | «Лучший полнометражный мультфильм»                    | Унесённые призраками                                   | Победа    |
| 2003 | Премия «Сатурн»                                      | «Лучший сценарий»                                     | Хаяо Миядзаки, Синди Дэвис Хьюитт, Дональд Х. Хьюитт   | Номинация |
| 2003 | Премия «Сатурн»                                      | «Лучшая музыка»                                       | Дзё Хисаиси                                            | Номинация |
| 2003 | Imagine Film Festival                                | Silver Scream Award                                   | Хаяо Миядзаки                                          | Победа    |
| 2003 | Премия британского независимого кино                 | «Лучший иностранный независимый фильм»                | Унесённые призраками                                   | Номинация |
| 2003 | Кинопремия «Выбор критиков»                          | «Лучший анимационный фильм»                           | Унесённые призраками                                   | Победа    |
| 2003 | Награда кинофестиваля в Кембридже                    | «Лучший фильм»                                        | Хаяо Миядзаки                                          | Победа    |
| 2003 | Награда ассоциации кинокритиков Чикаго               | «Лучший фильм на иностранном языке»                   | Унесённые призраками                                   | Номинация |
| 2003 | Награда ассоциации кинокритиков Чикаго               | «Лучшая музыка к кинофильму»                          | Дзё Хисаиси                                            | Номинация |
| 2003 | Cinema Writers Circle Award                          | «Лучший зарубежный фильм»                             | Унесённые призраками                                   | Номинация |
| 2003 | Кинопремия «Сезар»                                   | «Лучший фильм на иностранном языке»                   | Хаяо Миядзаки                                          | Номинация |
| 2003 | Награда ассоциации кинокритиков Далласа и Форт-Уэрта | «Лучший анимационный фильм»                           | Унесённые призраками                                   | Победа    |
| 2003 | Награда кинокритиков Австралии                       | «Лучший фильм на иностранном языке»                   | Унесённые призраками                                   | Победа    |
| 2003 | Награда ассоциации кинокритиков Флориды              | «Лучший анимационный фильм»                           | Унесённые призраками                                   | Победа    |
| 2003 | Премия «Золотой трейлер»                             | «Лучший семейный анимационный фильм»                  | Унесённые призраками                                   | Победа    |
| 2003 | Премия «Хьюго»                                       | «Лучшая постановка — крупная форма»                   | Унесённые призраками                                   | Номинация |
| 2003 | International Horror Guild Award                     | «Лучший фильм»                                        | Унесённые призраками                                   | Номинация |
| 2003 | Golden Reel Award                                    | «Лучшее музыкальное оформление в анимационном фильме» | Петра Вач, Митихиро Ито, Тору Ногути, Роберт Л. Сефтон | Номинация |
| 2003 | Online Film Critics Society Award                    | «Лучший фильм»                                        | Унесённые призраками                                   | Победа    |
| 2003 | Online Film Critics Society Award                    | «Лучший фильм на иностранном языке»                   | Унесённые призраками                                   | Номинация |
| 2003 | Phoenix Film Critics Society Award                   | «Лучший анимационный фильм»                           | Унесённые призраками                                   | Победа    |
| 2003 | Phoenix Film Critics Society Award                   | «Самый просматриваемый фильм года»                    | Унесённые призраками                                   | Номинация |
| 2003 | Премия «Спутник»                                     | «Лучшая кинокартина»                                  | Унесённые призраками                                   | Победа    |
| 2003 | Премия «Молодой актёр»                               | «Лучший фильм-анимация в жанре „семейный“»            | Унесённые призраками                                   | Номинация |
| 2004 | Премия «Серебряный кондор»                           | «Лучший иностранный фильм»                            | Хаяо Миядзаки                                          | Номинация |
| 2004 | Премия «BAFTA»                                       | «Лучший неанглийский фильм»                           | Унесённые призраками                                   | Номинация |
| 2004 | Премия «Небьюла»                                     | «Лучший сценарий»                                     | Хаяо Миядзаки, Синди Девис Хьюитт, Дональд Х. Хьюитт   | Номинация |

### Книги
- Cari Callis. Nothing that Happens is ever Forgotten // Anime and Philosophy: Wide Eyed Wonder. — New York: Open Court Publishing, 2010. — С. 369. — ISBN 9780812697131.
- Andrew Osmond. Spirited away. — Basingstoke (England): Palgrave Macmillan, 2008. — С. 121. — ISBN 1844572307.
- Shiro Yoshioka. Heart of Japaneseness: History and Nostalgia in Hayao Miyazaki’s Spirited Away // Japanese Visual Culture / Mark W. MacWilliams. — M.E. Sharpe, 2008. — С. 352. — ISBN 9780765633088.
- Rebecca Coyle. Drawn to Sound: Animation Film Music and Sonicity. — Equinox Publishing, 2010. — ISBN 9781845533526.
- Rayna Denison. The global markets for anime: Miyazaki Hayao's Spirited away (2001) // Japanese Cinema: Texts and Contexts / Alastair Phillips, Julian Stringer. — Routledge, 2008. — ISBN 9780415328470.
- Julien R. Fielding. Discovering World Religions at 24 Frames Per Second. — Scarecrow Press, 2008. — ISBN 9780810859968.
- Stuart Galbraith IV. The Toho Studios Story: A History and Complete Filmography. — Scarecrow Press, 2008. — ISBN 9780810860049.
- Dee Geortz. The hero with the thousand-and-first face: Miyazaki's girl quester in Spirited away and Campbell's Monomyth // Millennial Mythmaking: Essays on the Power of Science Fiction and Fantasy Literature, Films and Games / John Perlich, David Whitt. — McFarland, 2009. — ISBN 9780786445622.
- Ed Hooks. Spirited Away // Acting in Animation: A Look at 12 Films. — Heinemann Drama, 2005. — ISBN 9780325007052.
- Susan J. Napier. Anime from Akira to Howl's Moving Castle: Experiencing Contemporary Japanese Animation[англ.]. — Palgrave Macmillan, 2005. — ISBN 9781403970510.

### Публикации
- Matthews, Kate (2006), Logic and Narrative in 'Spirited Away', Screen Education (43): 135–140, ISSN 1449-857X
- Knox, Julian (2011-06-22), Hoffmann, Goethe, and Miyazaki's Spirited Away.(E.T.A. Hoffmann, Johann Wolfgang von Goethe, and Hayao Miyazaki)(Critical essay), Wordsworth Circle, 42 (3): 198(3), doi:10.1086/TWC24043148, ISSN 0043-8006
- Forest Spirits, Giant Insects and World Trees: The Nature Vision of Hayao Miyazaki, Journal of Religion and Popular Culture, 10, 2005-06-22, ISSN 1703-289X
- Damon Cooper (2010-11-01), Finding the spirit within: a critical analysis of film techniques in spirited Away.(Critical essay), Babel, 45 (1), Australian Federation of Modern Language Teachers Associations: 30(6), ISSN 0005-3503
- Andrew Yang (2010), The Two Japans of 'Spirited Away', vol. 12, International Journal of Comic Art, pp. 435–452
- Ayumi Suzuki (2009), A nightmare of capitalist Japan: Spirited Away, Jump Cut, A Review of Contemporary Media
- James W. Boyd and Tetsuya Nishimura (October 2004), Shinto Perspectives in Miyazaki's Anime Film "Spirited Away", vol. 8, The Journal of Religion and Film
- Broderick, Mick. Intersections Review, Spirited Away by Miyazaki's Fantasy (англ.) // Intersections: Gender, History and Culture in the Asian Context : journal. — 2003. — No. 9.